# Charles-Marie de Bryas
Pour les autres membres de la famille, voir Famille de Bryas.
Charles-Marie, comte de Bryas et du Saint-Empire, né le 3 octobre 1820 à Paris et mort le 16 février 1879 à Cannes, homme politique, fut député du Pas-de-Calais.

## Biographie
Fils de Alexandre-François-Ferdinand-Guislain-Marie de Bryas et de Marie Thérèse d'Hunolstein, il est issu de la famille de Bryas. 
En 1848, il est élu conseiller-général du canton de Saint Pol sur Ternoise, où se trouve son château de Bryas, jusqu'en 1852 .
Il est élu, le 13 mai 1849, représentant du Pas de Calais à l'Assemblée législative. 
Légitimiste, le comte de Bryas vote constamment avec la droite. 
Il ne se rallie pas au coup d'État du 2 décembre 1851 et ne brigue aucun mandat sous le Second Empire. 
Il redevient en 1871, élu par 136,483 voix sur 139,532 votants, représentant du Pas-de-Calais à l'Assemblée nationale, s'inscrit à la réunion Colbert et à celle des Réservoirs, vote avec la droite.
Il vote pour la paix (1871), pour les prières publiques, pour l'abrogation des lois d'exil, pour le pouvoir constituant de l'Assemblée (1871), contre le retour de l'Assemblée à Paris (1872), pour l'acceptation de la démission de Thiers, pour la prorogation des pouvoirs du maréchal de Mac Mahon (1873), pour la loi des maires (1874), contre l'amendement Wallon (1875).
Il ne se représente pas au scrutin de 1876.

### Mariage et descendance

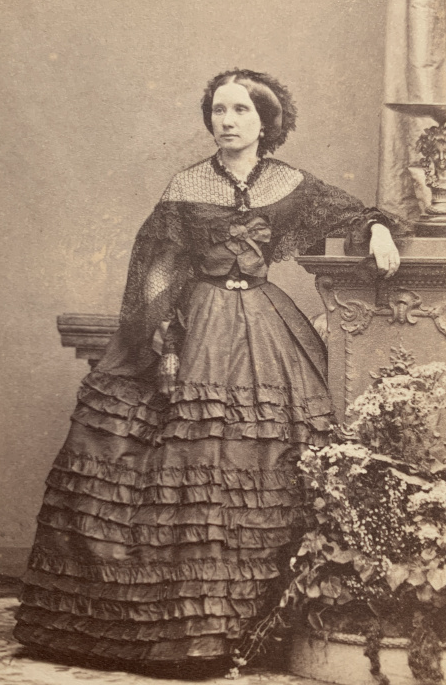
Ursule de Vogüé, comtesse de Bryas.

Il épouse en 1847 Ursule de Voguë (Paris, 15 juillet 1828 - Paris 7e, 5 août 1908), fille de Léonce de Vogüe, conseiller-général et député du Cher, et d'Henriette de Machault d'Arnouville. Tous deux ont cinq enfants :
- Thérèse de Bryas (Paris 10e anc., 13 septembre 1848 - Paris 7e, 22 mai 1917), mariée en 1870 avec Arthur Le Sellier de Chezelles (1837-1914), dont postérité ;
- Henriette de Bryas, religieuse du Sacré-Cœur (Paris 10e anc., 25 novembre 1849 - 1921) ;
- Jacques de Bryas (Paris 10e anc., 25 mars 1851 - Paris 7e, 18 janvier 1915[2]), marié en 1881 avec Ida de Gramont (1859-1927), fille d'Auguste de Gramont, duc de Lesparre, général, et de Marie Sophie de Ségur. Dont postérité : leur fille Marie de Bryas épouse Gaston Niel ;
- Jean de Bryas, saint-cyrien, non marié (Paris 10e anc., 25 septembre 1856 - 1915) ;
- Caroline de Bryas (Paris 7e, 21 mars 1860 - Paris 7e, 15 avril 1880).